# Nagyolvasztó

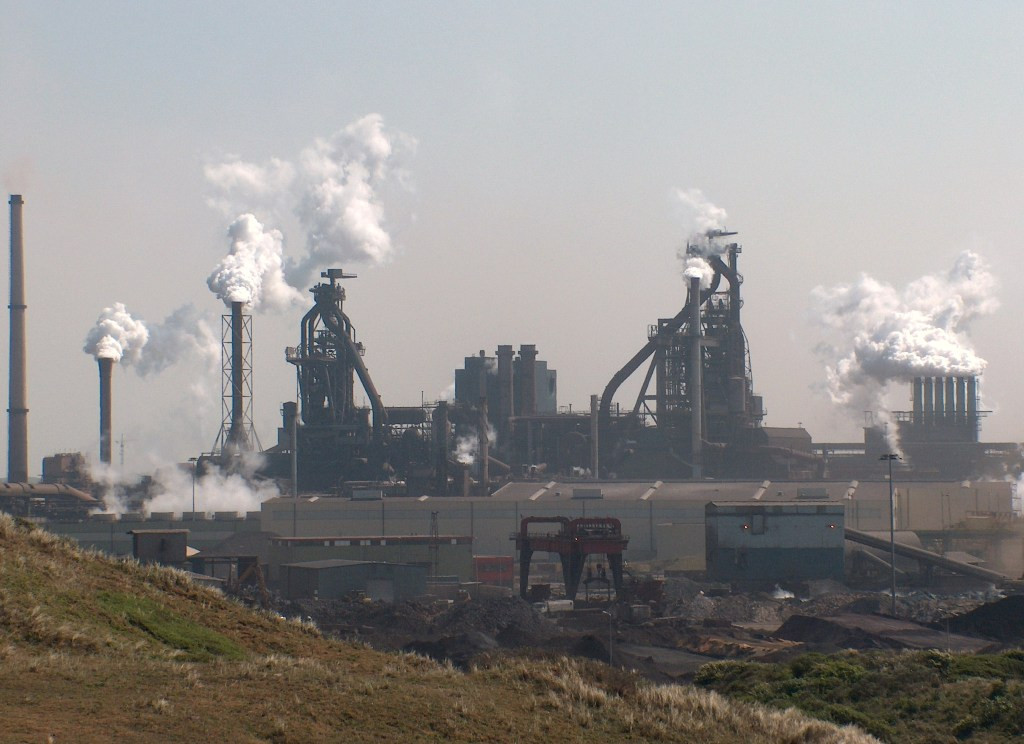
Nagyolvasztók Hollandiában

A nagyolvasztó (archaikus nevén: kohó) a nyersvasgyártás legelterjedtebb kemencetípusa. A vasércekből redukálással állítják elő benne a nyersvasat. A redukciót szén (karbon) segítségével végzik, amit többnyire koksz formájában használnak fel. A nagyolvasztó maga a nyersvas előállítására szolgáló aknás kemence. Működtetése azonban több, egyéb feladatot ellátó egységet is igényel. Ilyenek például a léghevítők, a fúvógépház, a torokgáztisztító stb. Ezeket – a nagyolvasztóval együtt – nagyolvasztóműnek nevezik.
A nagyolvasztó méreteit hasznos magasságával, medencéjének átmérőjével és hasznos térfogatával lehet bemutatni. A nagyolvasztók fejlődése során egyre nagyobb kemencéket építettek, de a méretnövekedést sokkal inkább az átmérővel érték el, mint a magasság növelésével. A legnagyobb magassági méretek a 30–35 méter körüli tartományban vannak, a hasznos térfogat pedig az 5000 köbmétert is meghaladja.

## A nagyolvasztó alakja

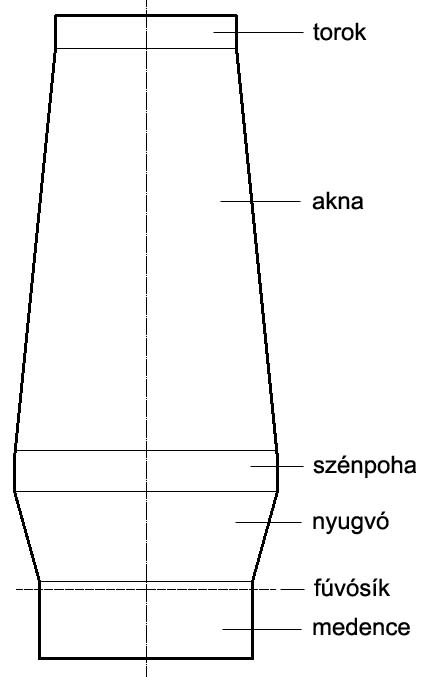
A nagyolvasztóprofil részei

A nagyolvasztó körszelvényű aknás kemence, ami hengeres és kúpos részekből áll. A nagyolvasztó profilja a kemence függőleges metszetén látható. A nagyolvasztóprofil részei:
- Torok: a nagyolvasztóprofil legmagasabban elhelyezkedő eleme, itt adagolják be az elegyet (a vasérc, a koksz és a salakképző anyagok meghatározott arányú keverékét), és itt távozik el a torokgáz.
- Akna: a nagyolvasztó csonkakúp alakú része, a kemence legnagyobb eleme. A lefelé bővülő alakot egyrészt a hőmérséklet emelkedése következtében bekövetkező térfogat-növekedés, másrészt a lefelé haladó elegyoszlop és a felfelé haladó gázok sebességének mérséklése indokolja (a gázok redukáló hatása így jobban érvényesülhet).
- Szénpoha: viszonylag rövid hengeres rész, itt játszódnak le a salakképződési folyamatok.
- Nyugvó: itt már gyakorlatilag csak folyékony halmazállapotú fázisok vannak (kivéve a kokszot).
- Fúvósík: a medence felső részén van. Itt helyezik el körben a levegő befújására alkalmas fúvókákat. Ez az a hely, ahol a koksz oxidációja (elégése) megtörténik, hő fejlődik és redukálógáz képződik.
- Medence: a nagyolvasztó gyűjtő eleme. Itt gyűlik össze a folyékony nyersvas és salak, de bizonyos metallurgiai folyamatok is lejátszódnak. A két fázis (vas és salak) a fajsúlykülönbség alapján elkülönül egymástól, így a feljebb elhelyezett nyíláso(ko)n a salakot, alul pedig a nyersvasat lehet lecsapolni. Előfordul – főleg kisebb méretű kohóknál –, hogy külön salakcsapoló nyílást nem építenek.

## A nagyolvasztó felépítménye

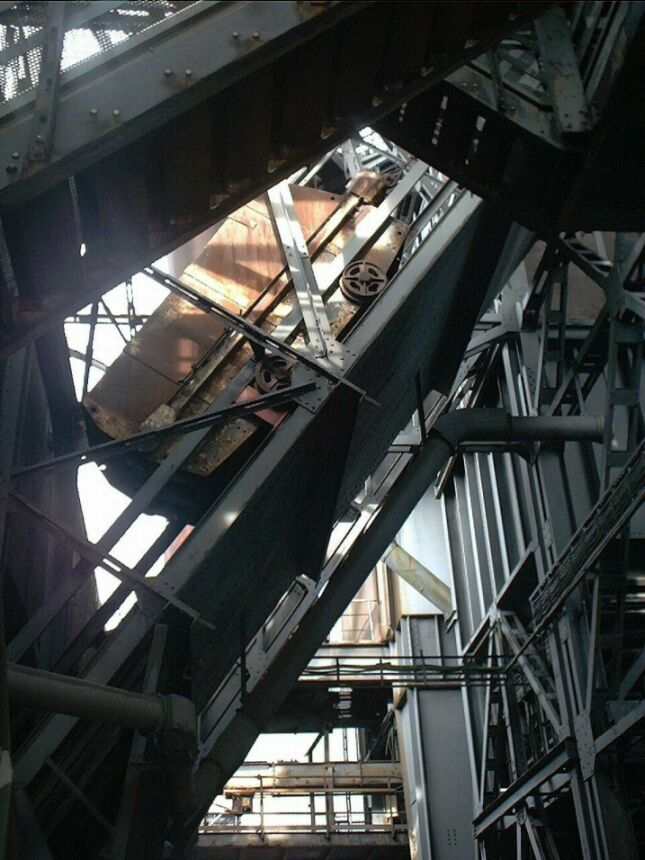
Ferde felvonópályás adagszállító (szkip)

A nagyolvasztó falazatát aknapáncélzat veszi körül. Az egész kemencét acélszerkezetből készült állványzat veszi körbe, oszlopokkal és keresztszerelvényekkel. Az oszlopok és maga a kemence hatalmas betonalapon nyugszanak. Az állványzat tartja a falazaton és a páncélzaton kívül a torok-, illetve adagoló berendezést, az adagfelvonó rendszert, a torokgázvezeték egy részét, a forrószél körvezetékét, valamint a különböző helyeken kiépített szerelőrendszereket.
A nagyolvasztó legfontosabb szerelvényei:
- Falazat. A nagyolvasztó falazatának sokirányú követelményeknek kell megfelelni. Többek között kopásállónak kell lennie, hogy ellenálljon a levonuló elegy abrazív hatásának, ellen kell állnia a folyékony nyersvas és salak összetett hatásával szemben, a különböző jellegű kémiai igénybevételekkel szemben stb. A nagyolvasztó különböző zónáiban eltérőek az igénybevételek, ezért a falazat – helytől függően – más és más típusú tűzállóanyagból készül (például samott-, karbon-, magnezit-, korund- stb. téglából, blokkból, a fenék esetleg döngölt tűzállóanyagból). A falazat – közbenső javításokkal – évekig tartó folyamatos használatot tesz lehetővé. Ezt követően a kohót leállítják, és teljes egészében újrafalazzák (és nem ritkán egyéb átalakításokat, korszerűsítéseket végeznek).
- Torokzáró és adagoló berendezések. A nagyolvasztó felső részén, a torokra építve helyezkednek el. Feladatuk kettős: egyrészt biztonságosan le kell zárni a kemence felső részét a külvilágtól, hogy ne áramolhasson ki az erősen mérgező torokgáz, másrészt lehetővé kell tenni a torokhoz érkező elegy és koksz bejuttatását az aknába. Az elegy ferde felvonópályán vagy szállítószalagon érkezik a torokhoz. A torokzár kialakítása sokféle lehet, az egyik típus például a kétkúpos adagoló, ami voltaképpen egy zsiliprendszert valósít meg. Itt helyezik el a torokgáz elvezetésére való csőrendszert is.
- A fúvószélellátás elemei: bonyolult csőrendszert alkotnak. A felmelegített levegő (forrószél) a léghevítőktől a forrószél-vezetéken jut a nagyolvasztót körbevevő körvezetékbe, majd innen ágazik le a fúvókák felé. A körvezeték, de a vezetékrendszer más elemei is, megfelelően le vannak szigetelve, hogy a hőveszteséget a lehető legkisebb mértéken tartsák. A fúvókák vízhűtéses bronzelemek, amikbe szükség esetén belecsatlakozhat a járulékos anyagok (például szénhidrogének) vezetéke is.
- Csapolónyílások: a medencében folyamatosan gyűlő nyersvas és salak időnkénti eltávolítására valók. A vascsapoló nyílás tűzálló masszával van kitöltve, amit csapoláskor átütnek, annak végén pedig dugaszoló gép végzi a lezárását. Salakcsapoló nyílást a kisebb nagyolvasztókon nem mindig alakítanak ki, ilyenkor a salakot és a vasat együtt csapolják le. A külön épített salakcsapoló nyílás(ok) vízhűtéses bronzszerelvények.
- Hűtőrendszer: a nagyolvasztó falazatának és más nagy hőigénybevételnek kitett részeinek védelmét szolgálja. A hűtést vízzel végzik, és történhet vízpermettel vagy vízköpenyhűtéssel, illetve beépített hűtőszerelvényekkel. Nyilvánvaló, hogy a hűtésnek a hőmérséklet emelkedésével fokozódik a szerepe, és a nagyolvasztó alsó részén különös figyelmet fordítanak rá. A medence, a nyugvó, a szénpoha és az akna alsó részén beépített hűtőszekrényeket használnak.

## További képek
|  |  |  |